# Мамадназаров, Худоназар
Худоназар Мамадназаров — советский хозяйственный, государственный и политический деятель.

## Биография
Родился 16 февраля 1916 года в Шугнанском районе. Член КПСС с 1939 года.
С 1930 года — на хозяйственной, общественной и политической работе. В 1930—1977 гг. — учитель школы в Шугнанском районе, заместитель заведующего отделом пропаганды и агитации Горно-Бадахшанского обкома партии Таджикской ССР, первый секретарь Рошкалинского райкома партии, секретарь Горно-Бадахшанского обкома партии, заведующий отделом народного образования исполкома Горно-Бадахшанского областного Совета депутатов, директор учительского института в Кулябе, заместитель председателя исполкома Кулябского областного Совета депутатов, начальник управления школ, заместитель министра просвещения Таджикской ССР, первый секретарь Шугнанского райкома партии, первый секретарь Хорогского горкома партии, управляющий делами Совета Министров Таджикской ССР, председатель Душанбинского горисполкома.
Избирался депутатом Верховного Совета Таджикской ССР 6-9-го созывов.
Умер 20 апреля 1982 года.
Установлен бюст в г. Душанбе.